# Вітамін K
Вітамін К — жиророзчинний вітамін. Бере участь в регуляції процесів зсідання крові, регуляції ектопічної кальцифікації та ін. Зокрема, це фактор VII, фактор IX, фактор X, протеїн C, протеїн S, протеїн Z та матриксний Gla-протеїн. Вітамін К утворюється в організмі людини кишковою мікробіотою. Сприяє зміцненню капілярів та припиненню кровотеч. Значна кількість цього вітаміну міститься у білокочанній капусті, гарбузах, щавлі, печінці, шпинаті, петрушці. Є він у картоплі, томатах, горосі, яйцях, моркві, буряках, кропі. Добова потреба у вітаміні значно збільшується при гепатитах, цирозі печінки, жовчнокам'яній хворобі, хворобах кишки, кровотечах, а також при тривалому застосуванні антибіотиків та сульфаніламідних препаратів.

## Менадіону натрію бісульфіт
Латинська назва: Menadione sodium bisulfite
Хімічна назва: 2,3-дигідро-2-метил-1,4-нафтохінон-2-сульфонат натрію
Брутто-формула: C11H9NaO5S
Код CAS: 130-37-0
Код ATC: B02BA02
Основна характеристика: швидко розпадається під впливом прямих сонячних променів.
Фармакотерапевтична група: група вітаміну K
Нозологічна класифікація (МКХ-10):
- D67 Спадковий дефіцит фактору IX
- D68.9 Порушення згортання неуточнене
- I78 Хвороби капілярів
- K73 Хронічний гепатит, не класифікований в інших рубриках
- K92.2 Шлунково-кишкова кровотеча неуточнена
- N93 Інші аномальні кровотечі з матки та вагіни
- R04.0 Носова кровотеча
- R04.8 Кровотеча з інших відділів дихальних шляхів
- R58 Кровотеча, не класифікована в інших рубриках
- T45.5 Антикоагулянтами
- T81.0 Кровотеча та гематома, ускладнюючі процедуру, не класифіковані в інших рубриках

Вітамін K є жиророзчинним вітаміном, що запасається в невеликих кількостях у печінці, він руйнується на світлі й у лужних розчинах.
Під загальною назвою вітамін K поєднується більша група близьких за своїм хімічним складом й дією на організм речовин (від вітаміну K1 до K7).
Із цієї групи найбільший інтерес представляють дві головні форми вітаміну K, що існують у природі: вітамін K1 і вітамін K2.
Вітамін K1 — речовина, яка синтезується в рослинах і знаходиться в листі.
Вітамін K2 — речовина, яка переважно синтезується в організмі людини мікроорганізмами (сапрофітними бактеріями) у тонкому відділі кишки, а також клітинами печінки тварин. Вітамін K можна виявити у всіх тканинах тварин.

## Історія відкриття
У 1929 р. данський учений Генрік Дам описав авітаміноз у курчат, які перебували на синтетичній дієті. Основною ознакою його була геморагія — крововилив у підшкірну клітковину, м'язи й інші тканини. Додавання дріжджів, як джерела вітамінів B, та риб'ячого жиру, багатого вітаміном A та вітаміном D, не усувало патологічних явищ. Виявилося, що цілющий ефект мають зерна злаків і інші рослинні продукти. Речовини, що виліковують геморагію, були названі вітамінами K, або вітамінами коагуляції, тому що було встановлено, що крововиливи в піддослідних птахів, наприклад, пов'язані зі зниженням здатності крові до згортання.
Едвард Дойзі у 1936 році, намагався виділити із кровоспинних рослин відкритий в 1929 році данським біохіміком Генріком Дамом вітамін, названий ним вітаміном K (у своїй нобелівській лекції вчений зазначив, що літера «K» була обрана тому, що була першою в алфавіті, якою з більш-менш виправданим обгрунтуванням не позначалися інші вітаміни. Також цією літерою (за скандинавським та німецьким правописами) починається слово «koagulation» — згортання). Ні з деревію, ні з подорожника тоді виділити вітамін не вдалося. Як з'ясувалося пізніше, його кількість там була невелика.
У 1939 р. у лабораторії Каррера вперше був виділений з люцерни вітамін K, його назвали філохінон. У тому ж році Бінклей і Дойзі отримали із гниючого рибного борошна речовину з антигеморагічною дією, проте з іншими властивостями, чим препарат, виділений з люцерни. Цей фактор одержав найменування вітамін K2 на відміну від вітаміну з люцерни, названого вітаміном K1.
На довершення Дойзі синтезував штучний вітамін K3 — медіон. В 1943 році за сукупність робіт із цього вітаміну Нобелівський комітет присудив премію з медицини й фізіології Е. Дойзі й Г. Даму.

## Хімічна будова
Природні вітаміни K є похідними 2-метил-1, 4-нафтохінону, у яких у положенні 3 водень заміщений на залишок спирту фітолу або на ізопреноїдний ланцюг з різним числом вуглецевих атомів.
Вітамін K1, філохінон, фітохінон (2-метил-3-фітил-1,4-нафтохінон).
Вітамін K2 представлено кількома формами, що відрізняються по довжині ізопреноїдного ланцюга. Виділені похідні з бічним ланцюгом з 20, 30 і 35 вуглецевих атомів.
Крім природних вітамінів K, у цей час відомий ряд похідних нафтохінону, що мають антигеморагічну дію, які отримані синтетичним шляхом. До них належать наступні сполуки: Вітамін K3 (2-метил-1,4-нафтохінон), Вітамін K4 (2-метил-1,4-нафтогідрохінон), Вітамін K5 (2-метил-4-аміно-1-нафтогідрохінон), Вітамін K6 (2-метил-1,4-діамінонафтохінон), Вітамін K7 (3-метил-4-аміно-1-нафтогідрохінон).
У 1943 р. А. В. Палладін і М. М. Шемякін синтезували дисульфідну похідну метил-1,4-нафтохінону, що одержала назву, вікасолу, який застосовується в медичній практиці як замінник вітаміну K.

## Фізико-хімічні властивості
Вітамін K1 являє собою в'язку речовину жовтого кольору, яка кристалізується при температурі 20 °C і кипить при 115–145 °C у вакуумі. Ця речовина нерозчинна у воді, розчинна в хлороформі, діетиловому ефірі, етиловому спирті й інших органічних розчинниках. Вітамін K1 нестійкий при нагріванні та опромінюванні.
Вітамін K2 — жовтий кристалічний порошок з температурою плавлення 54 °C, що розчиняється в органічних розчинниках та не розчиняється у воді.
Вітамін K3 являє собою лимонно-жовту кристалічну речовину з характерним запахом. Температура плавлення 160 °C. Він слабко розчинний у воді, що обумовлено відсутністю в його молекулі довгого вуглеводневого ланцюга.
Вітаміни K, що містять у положенні 3 ізопреноїдний ланцюг, належать до світлочутливих сполук. При освітленні ультрафіолетом відбувається фотоліз, відділяється ізопреноїдний ланцюг, який заміщається гідроксилом, а молекула фітолу окислюється в кетон фітон.
Вітаміни K, як похідні нафтохінону, мають здатність до окисно-відновних реакцій. На цій здатності вітамінів K ґрунтується кількісне їх визначення полярографічним методом. Нафтохінонова молекула, приєднуючи два водні, переходить у нафтогідрохінонову. Ця реакція в присутності кисню повітря оборотна. Реакція відновлення нафтохінонів (забарвлених речовин) супроводжується їхнім знебарвленням.
Вітаміни K здатні безпосередньо взаємодіяти з киснем, приєднуючи його в положенні 2, 3 молекули нафтохінону. Продуктом окиснення є епоксид. Епоксиди вітамінів K зберігають вітамінну активність вихідних молекул.
Вітамін K3 під впливом світла й кисню повітря може давати димерне похідне.
Як відзначено вище, бісульфідне похідне вітаміну K3 має вітамінну активність. Цю важливу для медичної практики речовину отримують дією бісульфіту натрію на метил-1,4-нафтохінон.
Гарними стабілізаторами вітаміну K є монокальцієвий фосфат, пірофосфати натрію або калію й ін., стабілізуюча дія яких полягає в підтримуванні у водяному розчині кислої реакції (pH = 4,8). Суміш 0,5 кг пропареного соєвого борошна з 140 г менадіоном-натрій-бісульфатом і 26 г Ca(H2PO4)2 стабілізує вітамін на 97 % протягом трьох місяців.
Активність вітаміну K знижується при дії радіації й рентгенівських променів, при заморожуванні.
Оскільки вітамін K не розчинний у воді, на його основі були синтезовані десятки розчинних у воді похідних, одне з яких — вікасол (вітамін K3) — знайшло застосування в медичній. Вікасол — натрієва сіль бісульфідного похідного 2-метил-1,4-нафтохінону, 2-метил-1,4-діоксо-1,2,3,4-тетрагідро-2-нафталінсульфонат натрію — безбарвні кристали без запаху, легко розчинний у воді, нерозчинний у спиртах.